# Licinia (Gattin des Claudius Asellus)
Licinia († um 153 v. Chr.) war eine in der ersten Hälfte des 2. Jahrhunderts v. Chr. lebende vornehme Römerin, die aus dem Plebejergeschlecht der Licinier stammte. Sie war die Gattin eines Claudius Asellus.
154 oder 153 v. Chr. wurden Licinia und eine Publicia, Gattin des Konsuls von 154 v. Chr., Lucius Postumius Albinus, angeklagt, ihre Ehemänner durch Gift ums Leben gebracht zu haben. Obwohl sie dem Stadtprätor eine Kaution zur Gewährleistung ihres Erscheinens anboten, fand kein öffentlicher Prozess statt. Vielmehr wurden sie von einem Familiengericht für schuldig befunden und durch Verwandte erdrosselt.